# Widdern

180° Luftbildpanorama

Widdern [ⓘ] ist eine Stadt im Landkreis Heilbronn in Baden-Württemberg. Sie gehört zum Regionalverband Heilbronn-Franken.
Sie ist mit 1836 Einwohnern seit den Einwohnerzahlen vom 31. Dezember 2023 die kleinste Stadt Baden-Württembergs, zuvor war dies jahrelang Hettingen im Landkreis Sigmaringen.

## Geographie
Widdern liegt im Nordosten des Landkreises Heilbronn an der rechtsseitigen Mündung der Kessach von Norden in die untere Jagst, etwa 33 Kilometer vor deren Mündung in den Neckar.

### Nachbargemeinden
Nachbarstädte und -gemeinden Widderns sind (im Uhrzeigersinn, beginnend im Osten): Jagsthausen, Hardthausen am Kocher und Möckmühl (alle Landkreis Heilbronn), Adelsheim (Neckar-Odenwald-Kreis) und Schöntal (Hohenlohekreis). Mit Jagsthausen, Möckmühl und Roigheim ist Widdern eine Vereinbarte Verwaltungsgemeinschaft eingegangen.

### Stadtgliederung
Widdern besteht aus den Stadtteilen Widdern und Unterkessach. Zu Widdern selbst gehören noch die Höfe Schustershof, Seehaus und Ziegelhütte, zu Unterkessach der Weiler Volkshausen. Abgegangen, also heute nicht mehr bestehend ist auf Markung Unterkessach der Ort Erlach.

### Flächenaufteilung
Nach Daten des Statistischen Landesamtes, Stand 2014.

## Geschichte

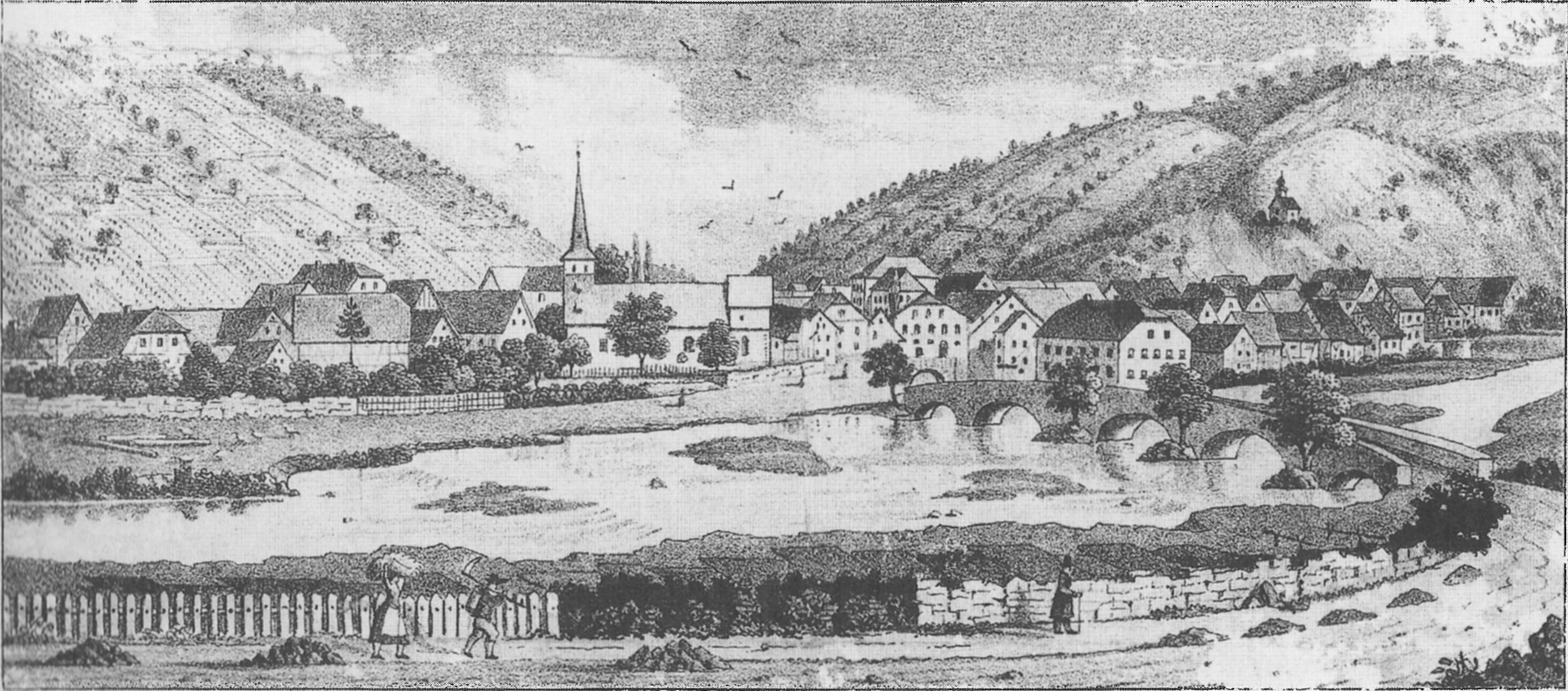
Widdern von Süden, Autor Unbekannt, Lithographie, um 1840

Widdern wurde 774 im Lorscher Codex als „Witterheim“ erstmals urkundlich erwähnt. Der Name des Ortes leitet sich vom Personennamen Wittero oder Witteri – wohl einem der Gründer – her. Die Endung auf -heim weist auf eine frühe fränkische Gründung des Ortes hin. Aus Witterheim entwickelte sich über mehrere Zwischenstufen der Name Widdern. Der heute eingemeindete Ort Unterkessach fand 976 in einer Urkunde Kaiser Ottos II. seine erste Erwähnung. Die frühe Geschichte von Widdern liegt im Dunkeln. Aus dem 11. Jahrhundert ist die Stiftung eines Hofs in Widdern an das Kloster Komburg überliefert. In dem von den Klosterbrüdern bewirtschafteten Hof ist der Weinbau in Widdern für das Jahr 1248 belegt. Im 13. Jahrhundert erschienen urkundlich mit „Wasmundus de Wideren“ und „Fridericus de Widern“ erstmals Angehörige eines sich nach dem Ort nennenden Adelsgeschlechts. 1258 wurde die Kirche in Widdern anlässlich des Übergangs des Patronatsrechts an das Chorherrenstift St. Juliana in Mosbach erstmals erwähnt. Ausgehend von der frühen fränkischen Gründung des Ortes und der Bedeutung der Kirche als Mutterkirche für mehrere mittelalterliche Filialen, ist die Kirche sicher wesentlich älter, als es die erste urkundliche Nennung vermuten lässt.
Vermutlich hatten die Grafen von Lauffen umfangreichen Besitz in Widdern, der 1216–1219 an die Herren von Dürn kam. Dem Würzburger Domherrn Konrad von Dürn kam eine bedeutende Rolle beim Übergang des Widderner Patronatsrecht an das Chorherrenstift in Mosbach zu. Der Dürner Besitz in Widdern kam im Verlauf des 13. Jahrhunderts an die Herren von Wertheim und die mit ihnen verwandten Herren von Boxberg. Die Wertheimer besaßen um 1300 ein Viertel der Burg Widdern, die Boxberger drei Viertel des in der zweiten Hälfte des 13. Jahrhunderts zur Stadt gewordenen Ortes. Weiteren Besitz in Widdern hatte der Würzburger Domherr und Mosbacher Propst Albert von Löwenstein, der seine Widderner Güter 1297 testamentarisch seiner Schwester Kunegundis im Kloster Lichtenstern vermachte. Ebenfalls Besitz um 1300 in Widdern hatten die Herren von Weinsberg und die Herren von Berlichingen. 1307 erhielt Graf Boppo von Eberstein den bisherigen Wertheimer Anteil an Widdern als Entschädigung für seine Ansprüche auf Burg Wertheim. Die Ebersteiner erwarben zu einem unbekannten Zeitpunkt auch den Weinsberger Anteil des Ortes. Die Ebersteiner verkauften die Hälfte von Burg und Stadt Widdern als würzburgisches Lehen 1362 an die Herren von Hohenlohe. Das Lehen fiel noch im 14. Jahrhundert an das Hochstift Würzburg zurück, das es an die Hofwart verkaufte. Um 1400 waren die Hofwart im Besitz der ganzen Stadt, zur Hälfte als würzburgisches Lehen, zur Hälfte als Eigenbesitz.
Im 15. Jahrhundert kam es zur Zersplitterung der Besitzverhältnisse. Ein Viertel des Ortes kam kurz nach 1415 als Witwengut an Margarethe von Weingarten, die Frau des Reinhard Hofwart. Als Mannlehen wurde es danach an Margarethes Nachkommen bzw. deren Gatten vergeben. Von 1497 bis 1551 war jenes Viertel im Besitz der Herren von Venningen. Ein zweites Viertel des Ortes erwarben um 1440 die Herren von Neipperg, die es 1482 an die Herren von Zyllnhardt verkauften. Die anderen beiden Viertel zersplitterten teilweise weiter und waren in rasch wechselndem Besitz unterschiedlicher Herren. 1443 ist erstmals die Verwaltung des Besitzes durch eine Gruppe von Ganerben belegt.
1458 besaß Philipp von Heinrieth einen Teil von Widdern. Er gewährte den Raubrittern Walter von Urbach und Ulrich von Helfenstein Zuflucht, worauf Burg und Stadt am 29. Juni 1458 von Graf Ulrich von Württemberg im Bund mit dem brandenburgischen Markgrafen Albrecht Achilles zerstört wurden. Die Burg hat man nicht wieder aufgebaut, stattdessen entstanden in der Folgezeit Amthäuser und teilweise auch Herrensitze der Ganerben unmittelbar im Ort.
Im Lauf des 15. Jahrhunderts konnten die Kurpfalz und die Herren von Gemmingen bedeutende Teile von Widdern erwerben. Zum Ende des 15. Jahrhunderts besaßen die Venningen 6/16, die Zyllnhardt 4/16, die Gemmingen 3/16 und die Kurpfalz 3/16. Der pfälzische Anteil kam 1504 infolge des Landshuter Erbfolgekriegs an Württemberg, der Großteil des Venninger Besitzes ging 1551 an die Hofwart von Kirchheim. Auf Bestreben Württembergs und der Zyllnhardt wurde der Ort im 16. Jahrhundert reformiert.
Im Dreißigjährigen Krieg hatte Widdern wie das gesamte Umland unter zahlreichen Truppendurchzügen und Plünderungen zu leiden. Im Verlauf des Krieges sank die Zahl der Haushalte von 200 auf 15. Nach dem Krieg mühten sich die Ganerben um die Ansiedlung von Neubürgern zur Bewirtschaftung der brachliegenden Äcker und Weinberge, was bis in die 1670er Jahre dann auch gelang.

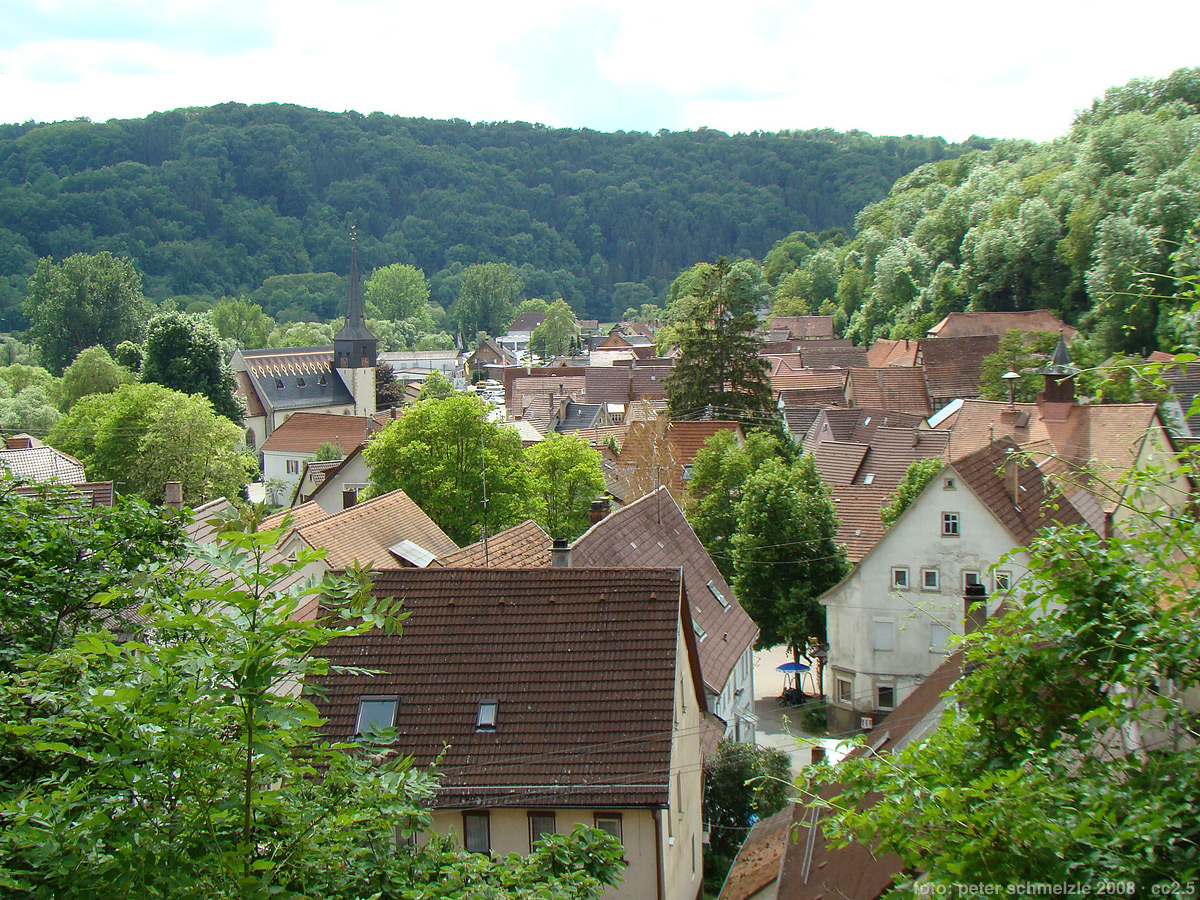
Blick vom Turmwächterhaus über Widdern

Unterdessen waren die Hofwart stark verschuldet, so dass das Würzburger Hochstift die Hofwartschen Lehen einzog und sich selbst unter die Ganerben reihte. 1675 gehörten dem Bischof von Würzburg 192/512 der Stadt, Württemberg 114/512, den Herren von Gemmingen 110/512 und den Herren von Zyllnhardt 96/512.
Im Pfälzischen Erbfolgekrieg hatte Widdern ab 1693 erneut unter Einquartierungen, Durchzügen und Plünderungen zu leiden. Abermals flüchteten viele Einwohner, waren viele Häuser unbewohnt und lagen viele Felder brach. Bis 1702 erholte sich der Einwohnerstand wieder, doch die kriegerischen Zeiten forderten in den Folgejahren noch zahlreiche weitere Lasten von der Bevölkerung. 1736 gab es etwa 180 Haushalte in Widdern, die Bevölkerung verdingte sich insbesondere mit Fruchtanbau und Weinbau. Der Ort wurde weiterhin gemeinsam durch die Ganerben verwaltet, wobei es vor allem wegen der Holzrechte immer wieder zu langwierigem Streit der Ortsherren kam.
Bei der Neuordnung des deutschen Südwestens in Folge der Napoleonischen Kriege kam der würzburgische Anteil von Widdern 1803 zunächst an die Fürsten von Löwenstein-Wertheim und 1806 zusammen mit dem gemmingenschen Anteil an Baden. Der zyllnhardtsche Anteil ging an Württemberg. Durch einen Staatsvertrag vom 13. November 1806 einigten sich das Großherzogtum Baden und das Königreich Württemberg auf eine Neuverteilung im Verhältnis 19:13 entlang der Kessach und eine Kondominatsverwaltung. Durch Staatsvertrag trat Baden 1846 seine Anteile von Widdern an Württemberg ab und erhielt im Gegenzug mehrere Ortschaften, unter anderem Unterkessach (siehe Territoriale Besonderheiten in Südwestdeutschland nach 1810). Widdern war seit 1810 mit seinen württembergischen Anteilen und seit 1846 zur Gänze dem Oberamt Neckarsulm unterstellt.
Mit der Ablösung der adligen Rechte im 19. Jahrhundert fielen das Aussterben der Familie von Zyllnhardt und des für Widdern relevanten Zweigs der Freiherren von Gemmingen zusammen. Viele der früheren Bauten der Ganerben wurden darauf zu anderen Zwecken umgenutzt. Das gemmingensche Amtshaus wurde zur Lehrerwohnung, das gemmingensche Schloss zum Gasthaus, das zyllnhardtsche Schloss über Umwege zum heutigen Rathaus. Im späten 19. Jahrhundert brachte die Jagsttalbahn eine erste moderne Verkehrsanbindung des Ortes.
Bei der Verwaltungsreform während der NS-Zeit in Württemberg gelangte Widdern 1938 zum Landkreis Heilbronn. Da die Stadt Teil der Amerikanischen Besatzungszone geworden war, gehörte Widdern somit seit 1945 zum neu gegründeten Land Württemberg-Baden, das 1952 im jetzigen Bundesland Baden-Württemberg aufging.
Unterkessach wurde zum 1. September 1971 nach Widdern eingemeindet und wechselte dabei vom badischen Landkreis Buchen in den Landkreis Heilbronn.

## Religionen
Widdern ist seit der Reformation evangelisch geprägt. In Widdern und Unterkessach gibt es jeweils eine eigene evangelische Kirchengemeinde, in Widdern zudem eine katholische Kirchengemeinde.
In Widdern bestand außerdem von 1947 an eine neuapostolische Gemeinde, die 1962 eine eigene Kirche erbaut hat. Nach Mitgliederschwund hat man 2003 die Kirche verkauft und die verbliebenen Gläubigen in die neuapostolische Gemeinde Möckmühl integriert.

## Politik

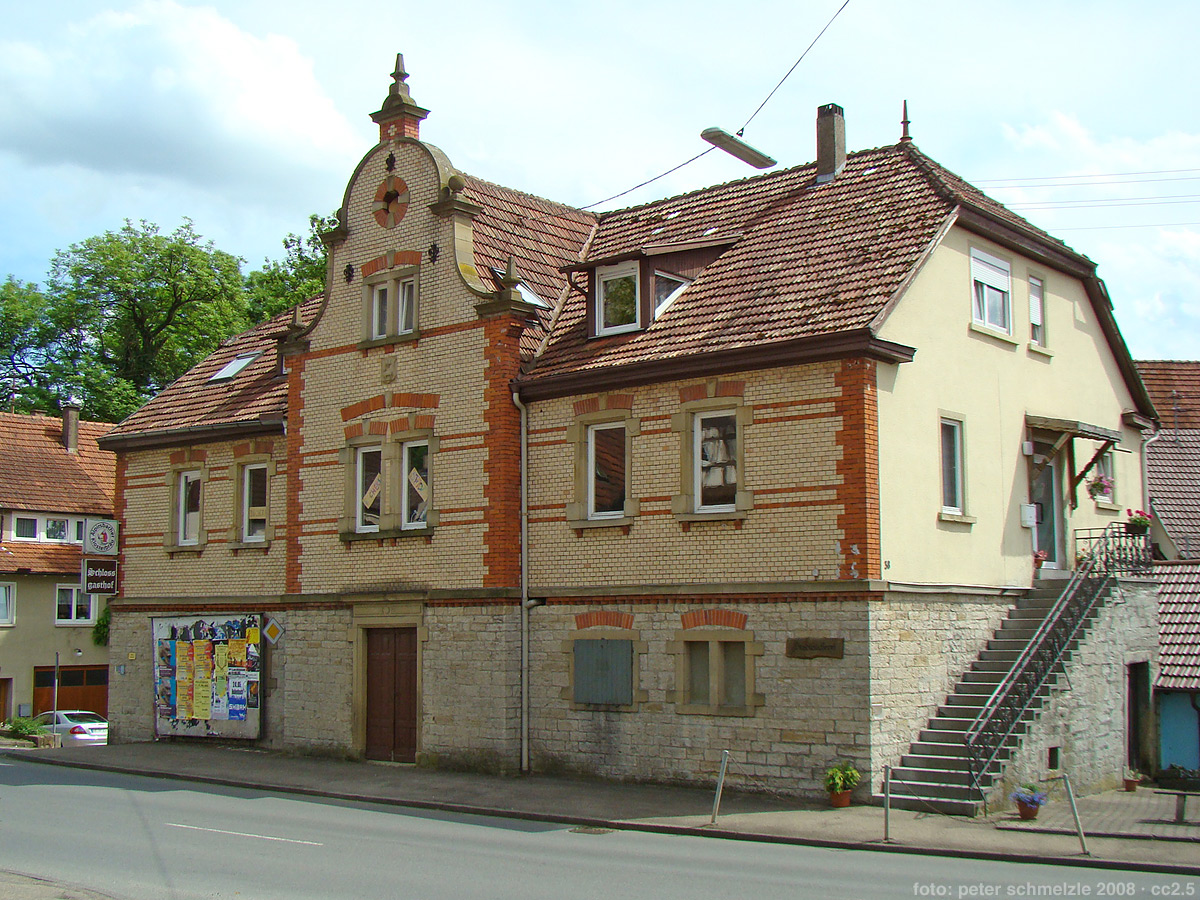
Rathaus von Widdern (vor Umbau)

### Bürgermeister
Bei der Bürgermeisterwahl am 8. Mai 2011 setzte sich der 47-jährige Bankbetriebswirt Jürgen Olma bei einer Wahlbeteiligung von 70,5 Prozent mit 56,3 Prozent der Stimmen im ersten Wahlgang durch. Olma gewann gegen den Amtsinhaber Michael Reinert und drei weitere Kandidaten. Reinert hatte das Amt seit 1995 bekleidet.
Bei der nächsten Bürgermeisterwahl am 5. Mai 2019 stand Olma als einziger Kandidat auf dem Wahlzettel, erzielte aber nur 46,4 % der abgegebenen Stimmen. Viele Wähler hatten bei dieser Wahl von der Möglichkeit im Kommunalwahlrecht Baden-Württembergs Gebrauch gemacht, bei Bürgermeisterwahlen mit nur einem vorgedruckten Kandidaten auf dem Wahlzettel handschriftlich einen anderen Namen als von ihnen gewählte Person einzutragen. Beim daraufhin nötigen zweiten Wahlgang am 2. Juni 2019 wurde der neu angetretene Kevin Kopf mit 63,1 % der Stimmen zum Nachfolger von Jürgen Olma gewählt.

### Gemeinderat und Ortschaftsrat
Der Gemeinderat in Widdern besteht aus den gewählten 10 ehrenamtlichen Gemeinderäten und dem Bürgermeister als Vorsitzendem. Der Bürgermeister ist im Gemeinderat stimmberechtigt. Die Kommunalwahl am 9. Juni 2024 brachte folgendes Ergebnis:
- Zukunft für Widdern (ZfW): 44,02 % – 5 Sitze
- Freie Wählervereinigung: 33,23 % – 3 Sitze
- Bündnis Zukunft (BZ): 19,48 % – 2 Sitze
- Aktive Bürger: 3,3 % – 0 Sitze

In der Ortschaft Unterkessach gibt es zudem einen Ortschaftsrat. Auf seinen Vorschlag hin wählt der Gemeinderat für Unterkessach einen ehrenamtlichen Ortsvorsteher. Diese Gremien sind zu wichtigen die Ortschaft betreffenden Angelegenheiten zu hören.

### Wappen und Flagge
| Wappen Widderns | Blasonierung: „In Schwarz ein stehender goldener Widder.“ |
| Wappen Widderns | Wappenbegründung: Das älteste bekannte Siegel der Stadt von 1511 zeigt als redendes Wappen einen schreitenden Widder, wie er auch in späteren Siegeln erscheint, ab dem 17. Jahrhundert auf einem Boden oder Dreiberg. Auf den Siegeln seit dem 19. Jahrhundert ist der Widder stehend abgebildet, in Zeichnungen hingegen noch bis zum Beginn des 20. Jahrhunderts schreitend. 1937 wurde der stehende Widder ohne Boden oder Dreiberg von der Stadt als Wappen festgelegt; die Wappenfarben waren 1933 von der württembergischen Archivdirektion bestimmt worden. Seit 1933 führt die Stadt auch die Flagge Gelb-Schwarz. |

### Partnergemeinde
Widdern unterhält seit 1990 eine Partnerschaft mit der Gemeinde Reinsdorf in Thüringen, die seit 1994 ein Teil der Stadt Greiz ist. Erste Kontakte zwischen den evangelischen Kirchengemeinden von Widdern und Reinsdorf hatte es seit den 1950er-Jahren gegeben.

## Kultur und Sehenswürdigkeiten

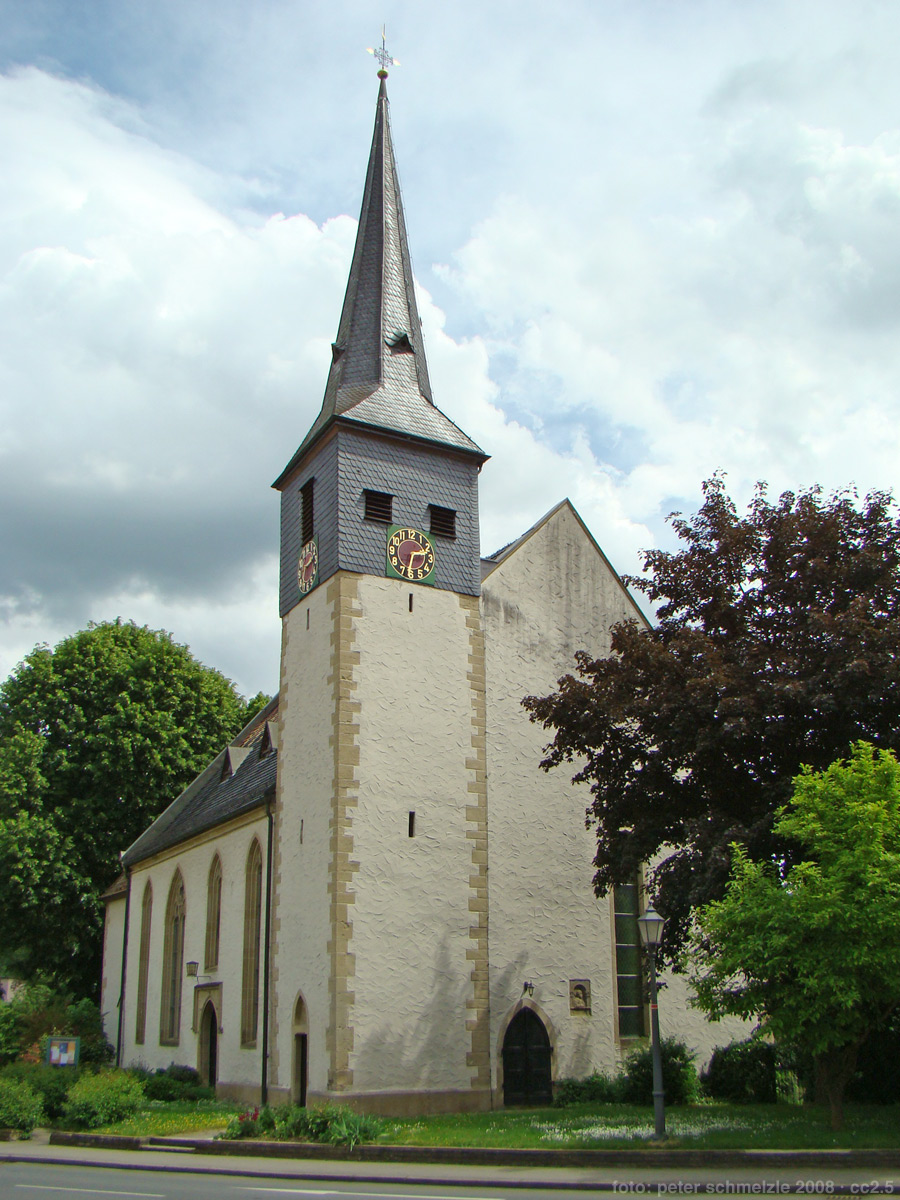
Evangelische Laurentiuskirche in Widdern

### Bauwerke
- Die evangelische Laurentiuskirche wurde 1258 erstmals erwähnt und in ihrer heutigen Form unter Beibehaltung des spätgotischen Gebäudekerns von 1892 bis 1895 neu erbaut. In der Kirche sind Grabdenkmäler vom 15. bis zum 18. Jahrhundert erhalten. Weitere historische Grabdenkmäler befinden sich in der ebenfalls historischen Liebfrauenkapelle, einer einstigen Wallfahrtskirche auf dem Friedhof. Die katholische Kirche St. Josef beim Friedhof wurde erst 1966 erbaut und brannte in der Nacht vom 10. zum 11. August 2024 aus[31], das ihr gegenüberliegende Gebäude ist die 1962 errichtete ehemalige neuapostolische Kirche.

- Das alte Rathaus von Widdern geht auf ein früheres Schloss der Herren von Zyllnhardt zurück. Vom im 19. Jahrhundert teilweise abgerissenen Schloss blieb der Keller erhalten, das heutige Gebäude wurde um 1870 auf den Fundamenten des Schlosses als Gaststätte errichtet und 1880 von der Stadt erworben, die es seitdem als Rathaus nutzt. 1987/88 fand eine umfassende Sanierung des Gebäudes statt. Seit 2019 dient es als Haus der Vereine.

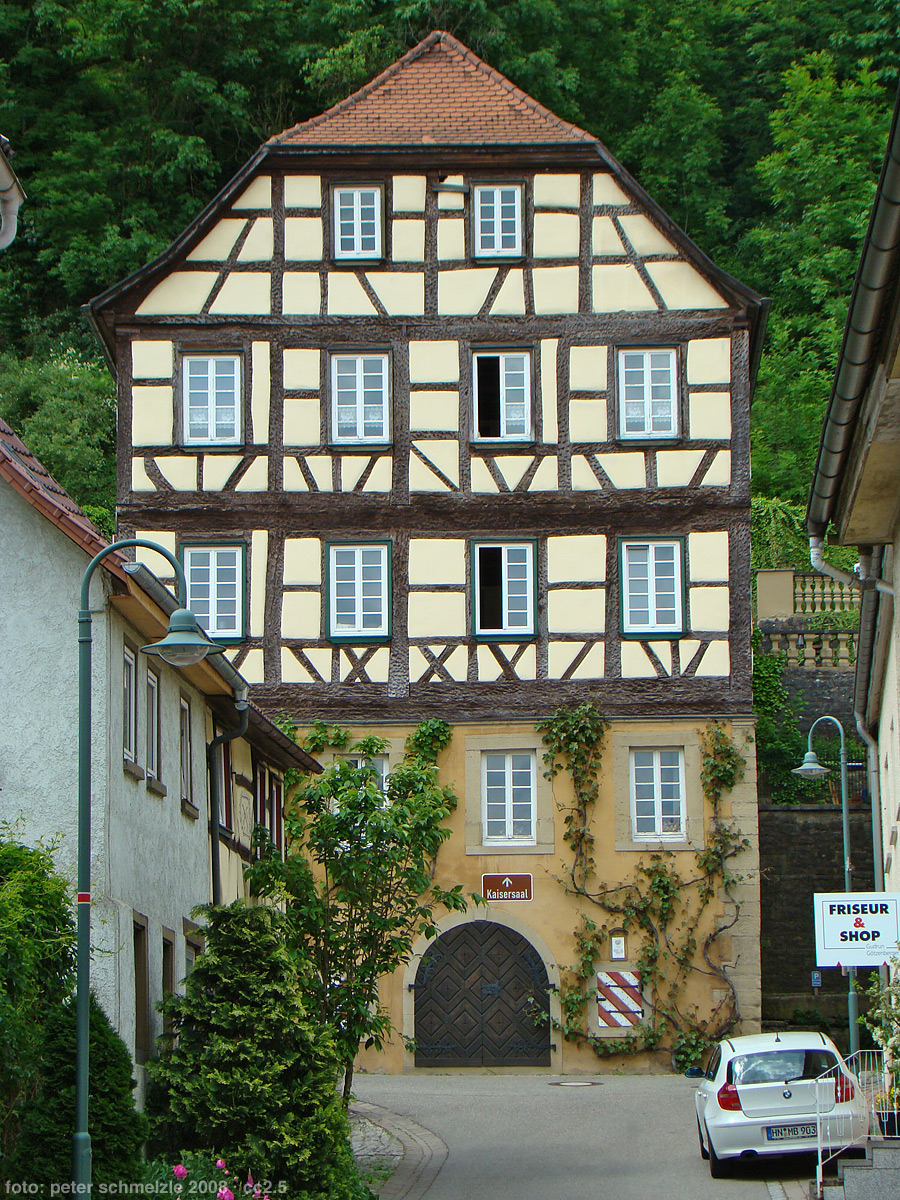
Ehemaliges Würzburger Amtshaus

- Das ehemalige Würzburger Amtshaus ist ein Fachwerkgebäude aus der Zeit um 1600. Es wurde um 1750 renoviert, gelangte 1803 an die Fürsten von Löwenstein-Wertheim und 1840 in Privatbesitz. Das Gebäude wurde ab 1974 durch den Unternehmer Helmut Kaiser renoviert. Der nach ihm benannte Kaisersaal des Gebäudes wird unter anderem durch den Widderner Kleinkulturverein für Kabarett u. ä. genutzt. Im Mauerwerk beim Amtshaus sind verschiedene Spolien vermauert. Außerdem befindet sich dort in einer Nische eine Nachbildung der Madonna von Widdern. Die echte Figur von 1450 befand sich einst in der Friedhofskapelle und kam 1617 nach Bamberg, wo sie heute im Marienaltar der Kirche St. Martin verehrt wird.
- In der Keltergasse befinden sich das ehemalige Gemmingensche Schloss und das ehemalige Gemmingensche Amtshaus, beides Fachwerkgebäude mit Treppenturm, im Kern aus dem 16. Jahrhundert.

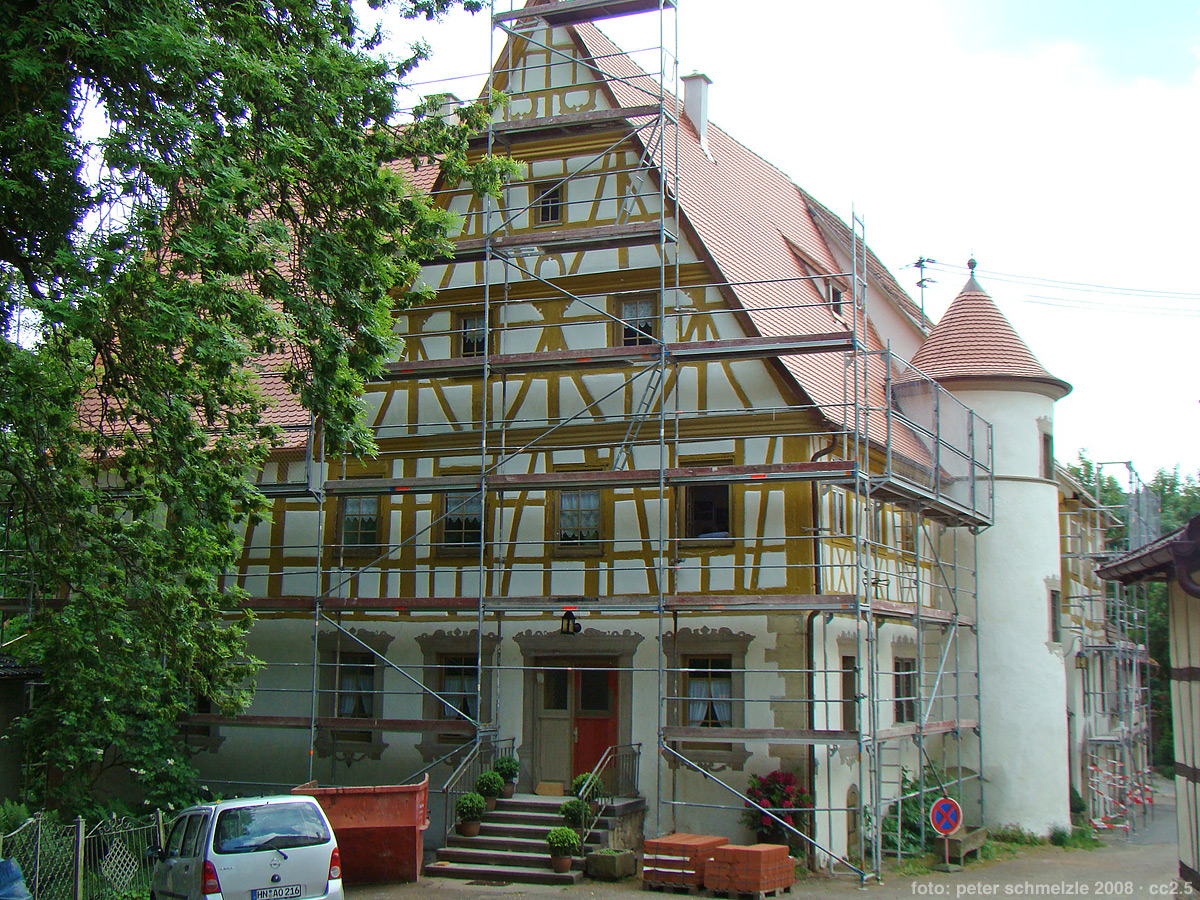
Früheres Gemmingensches Schloss
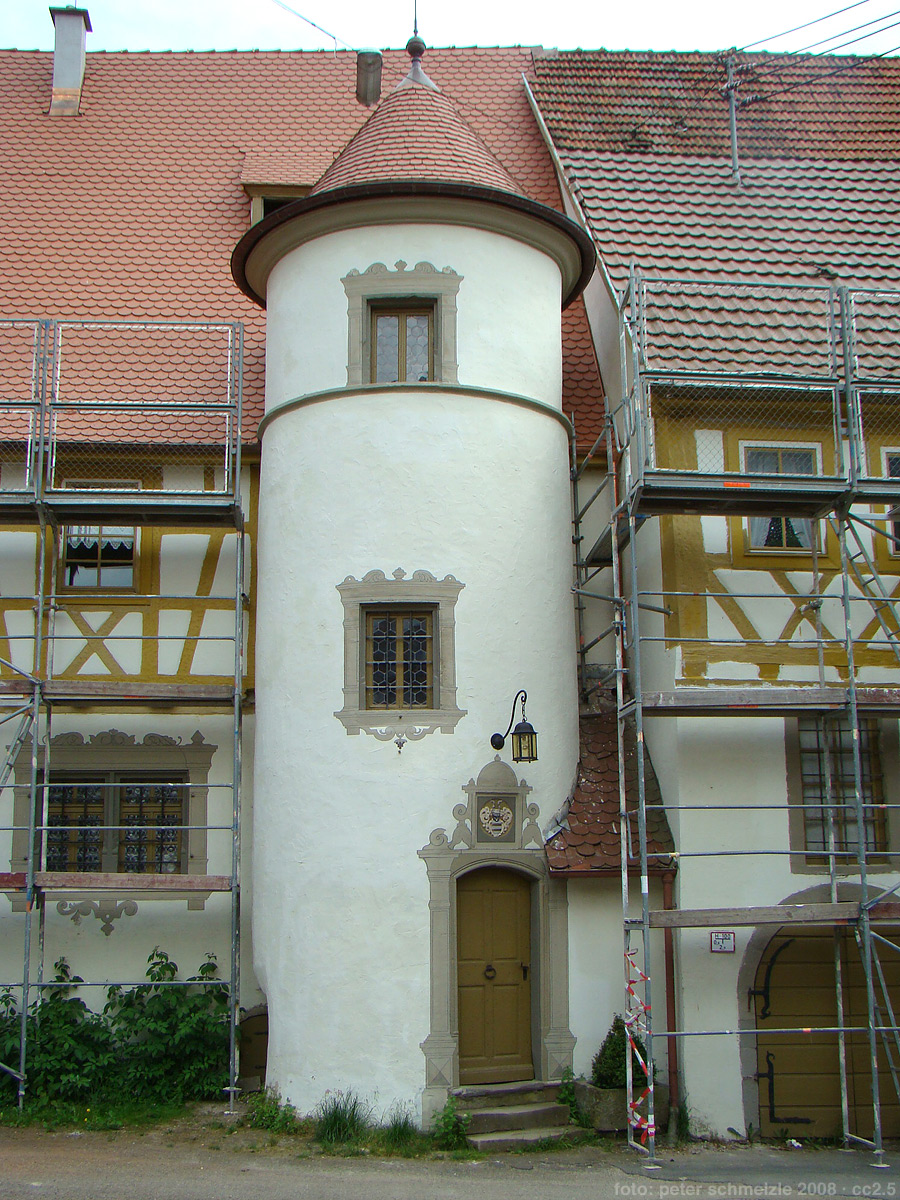
Treppenturm des früheren Gemmingenschen Schlosses
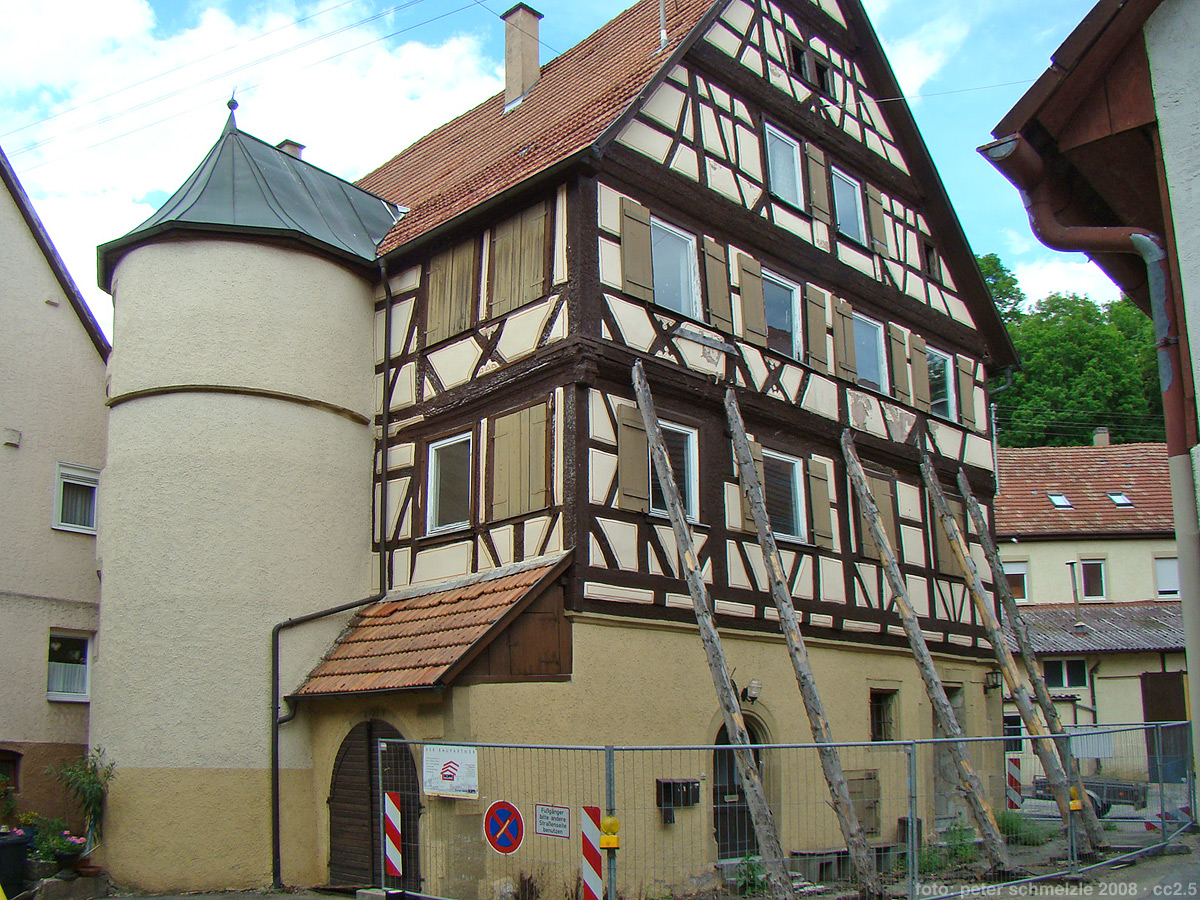
Ehemaliges Gemmingensches Amtshaus

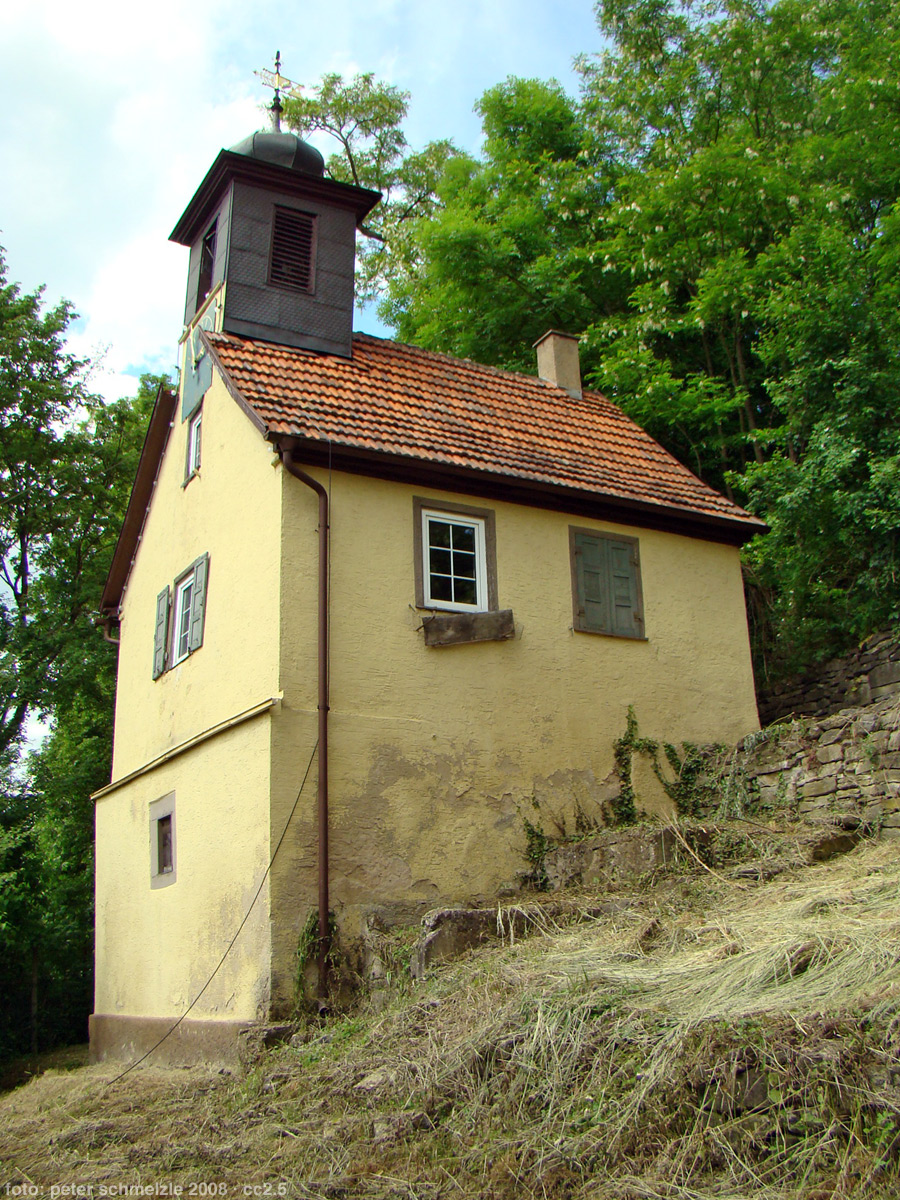
Turmwächterhaus

- Von der einstigen Stadtbefestigung sind nur noch geringe Überreste vorhanden. Anstelle des Torturms wurde 1833 das heute auch Dörnle genannte Turmwächterhaus erbaut.
- Widdern ist außerdem reich an historischen Fachwerkgebäuden (z. B. Adlergasse 2 und Mühlgasse 24). Ein Fachwerkhaus beim Würzburger Amtshaus weist eine historische Hochwassermarke von 1729 auf.
- Außerhalb der Stadt, aber noch auf ihrer Gemarkung, befindet sich das historische Seehaus. Das Wirtshaus wurde im frühen 18. Jahrhundert an der Hohen Straße und an zwei damals dort noch vorhandenen Seen erbaut. Der Gastbetrieb wurde in den 1990er Jahren eingestellt.

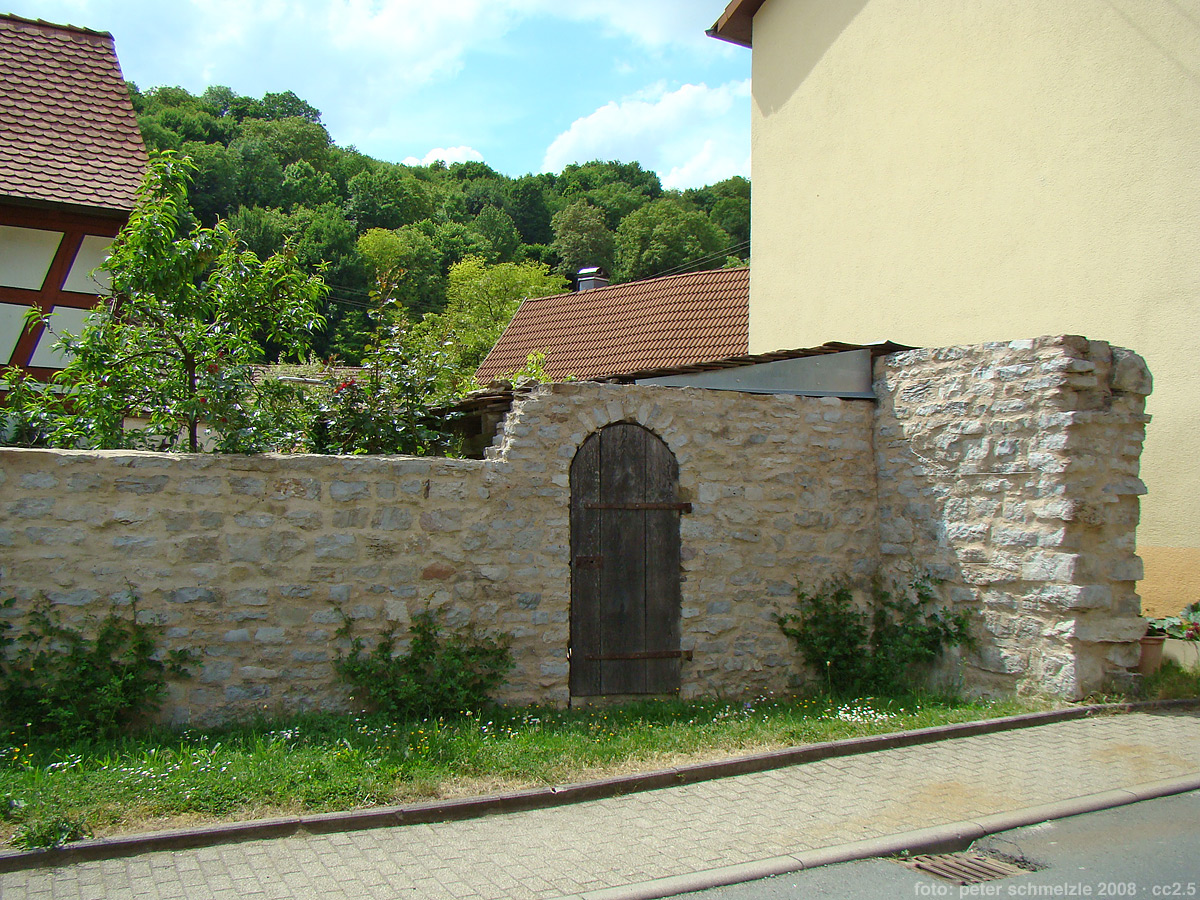
Rekonstruktion der Stadtmauer
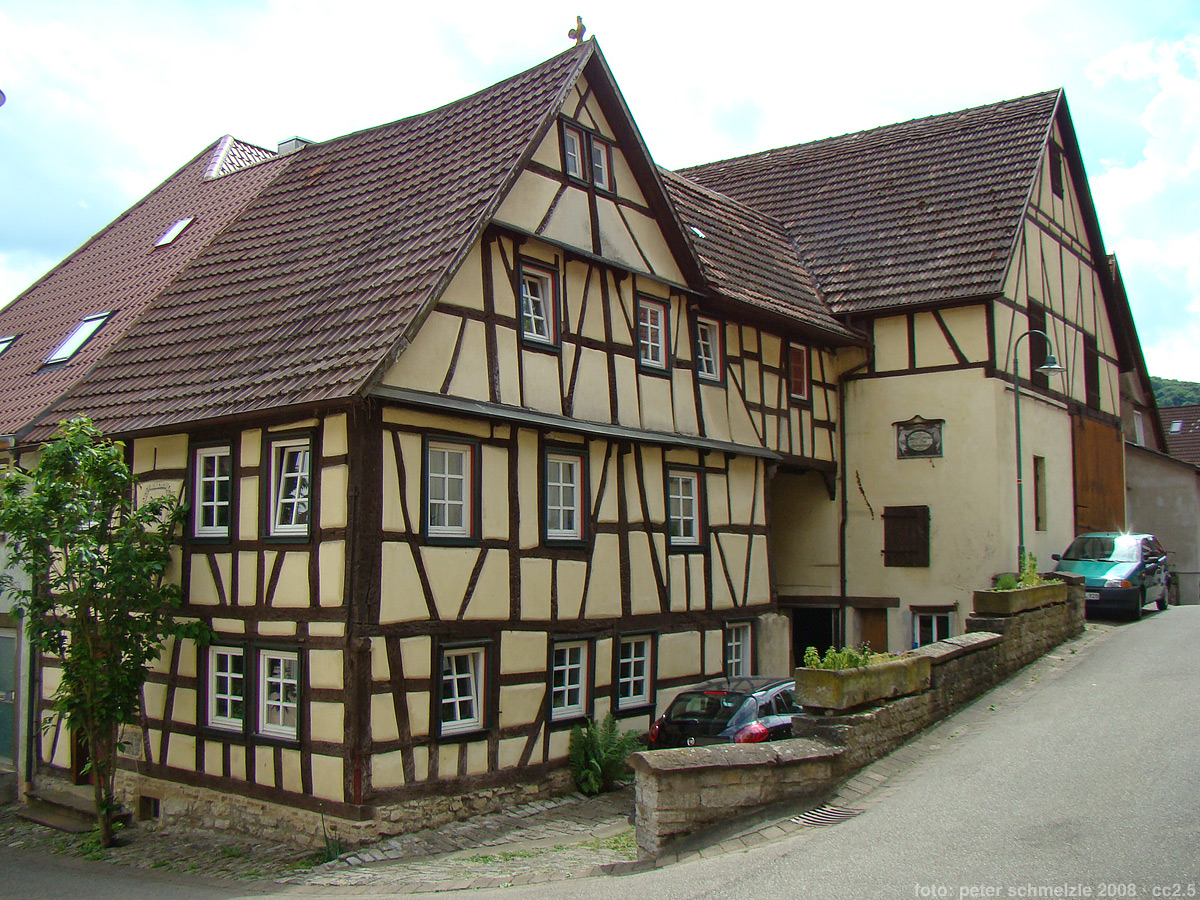
Fachwerkhaus
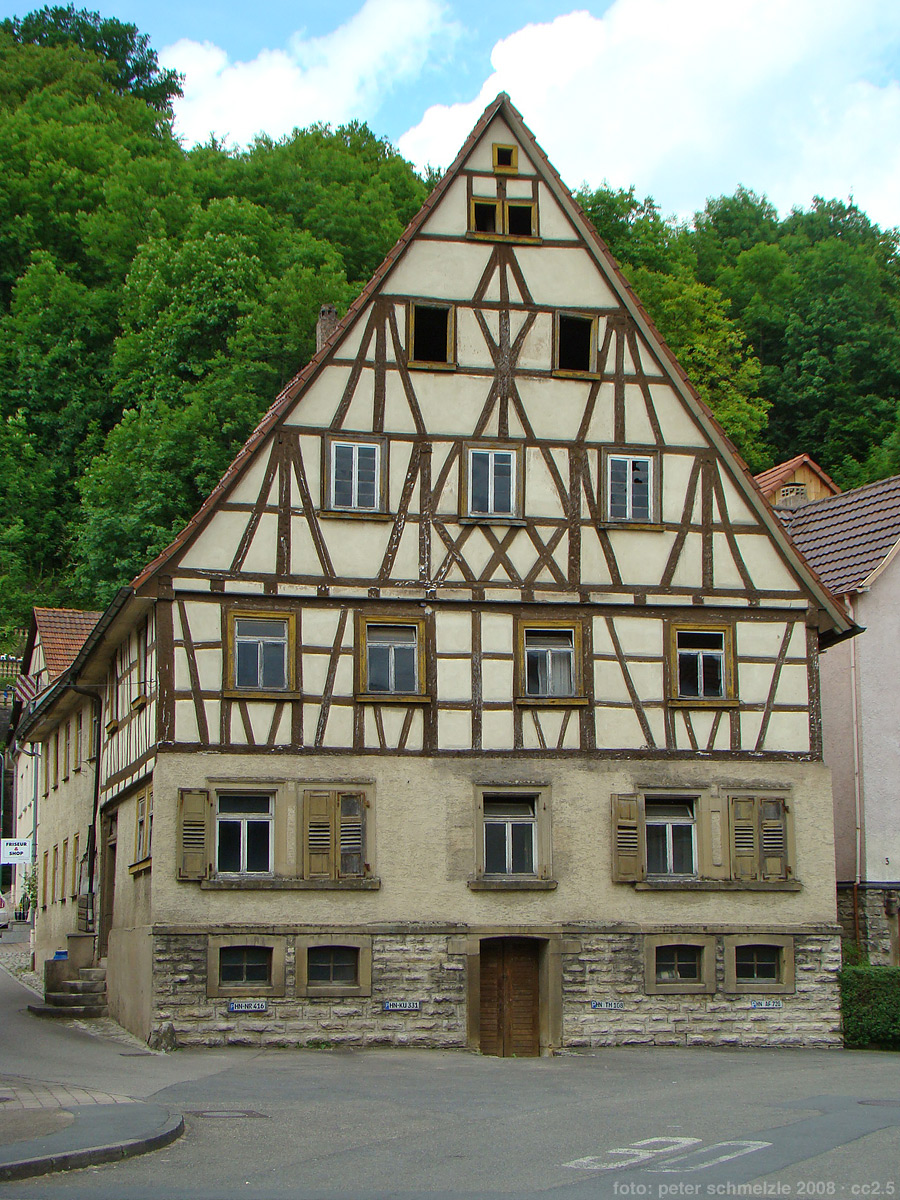
Fachwerkhaus
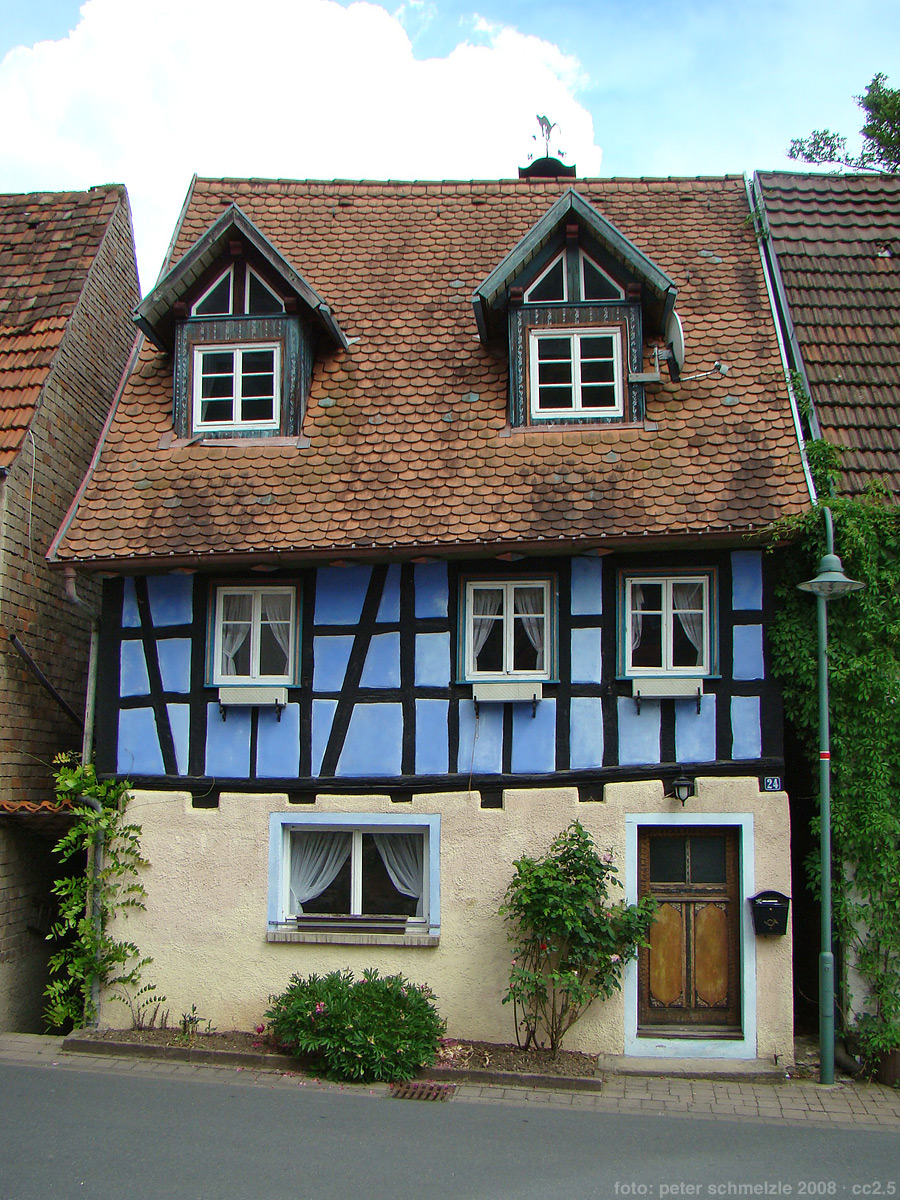
Fachwerkhaus
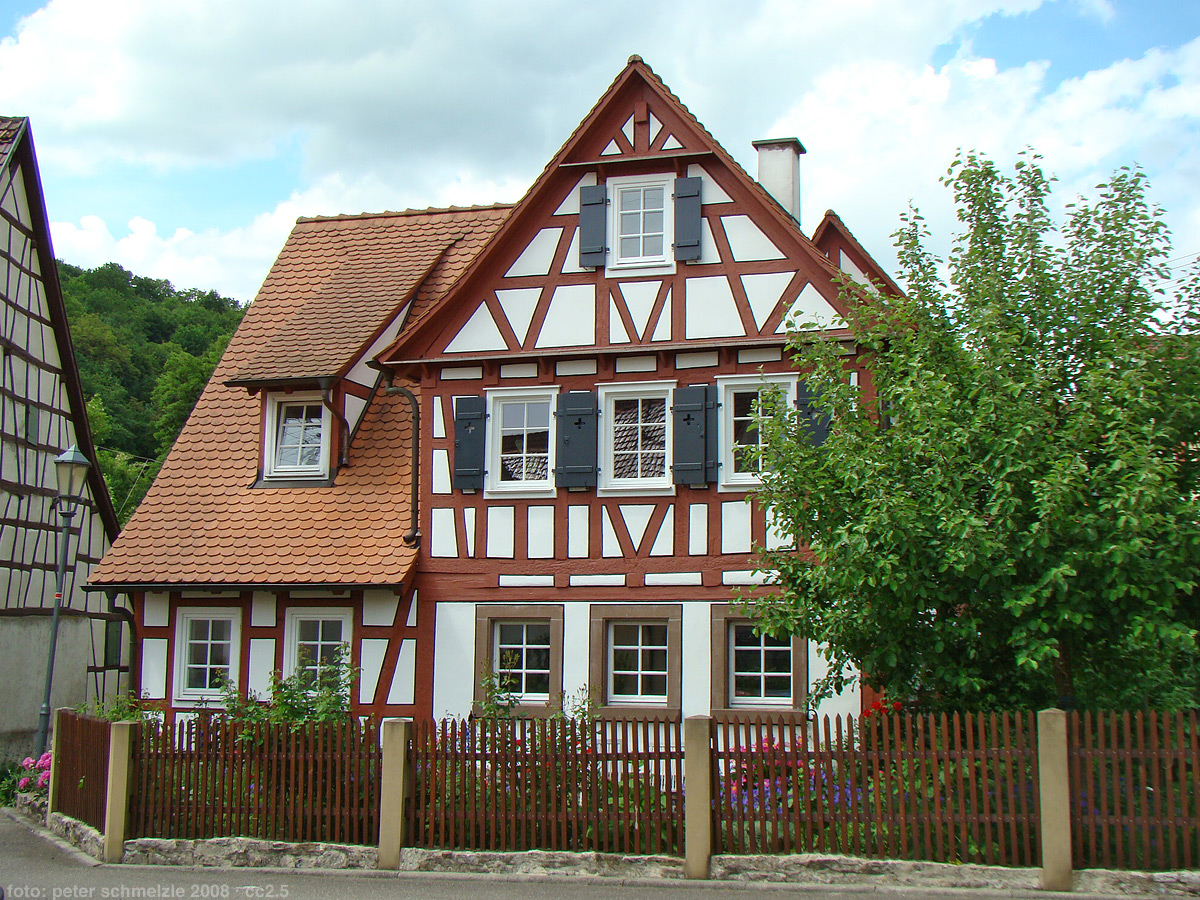
Fachwerkhaus
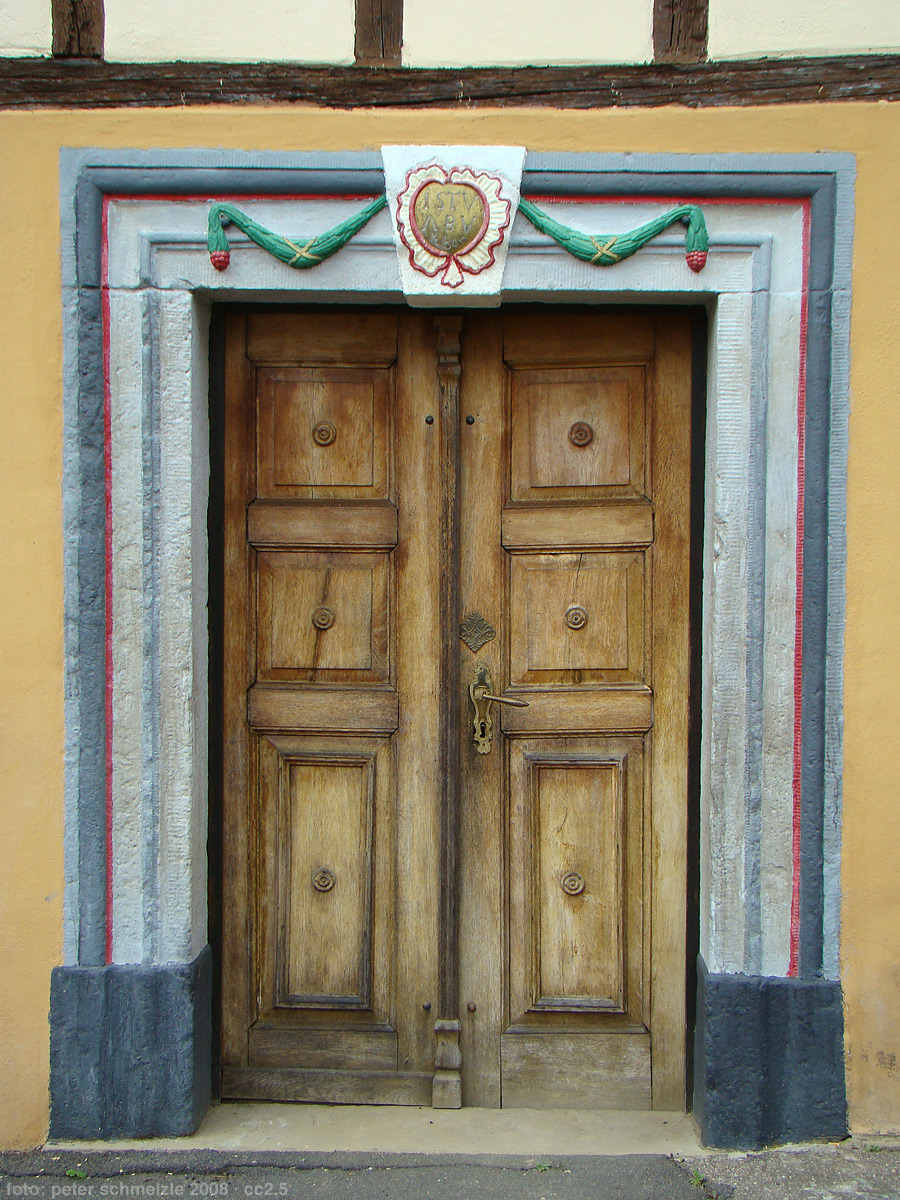
Historische Türe

### Museen
In der Stadt gibt es ein Schmiede- und Heimatmuseum sowie das Museum im alten Bahnhof zur Verkehrsgeschichte der Stadt Widdern. Das „Wachthaus Am Limes“ beherbergt eine Ausstellung zur römischen Numismatik der mittleren Kaiserzeit und zum Leben römischer Soldaten am Limes.

## Wirtschaft und Infrastruktur

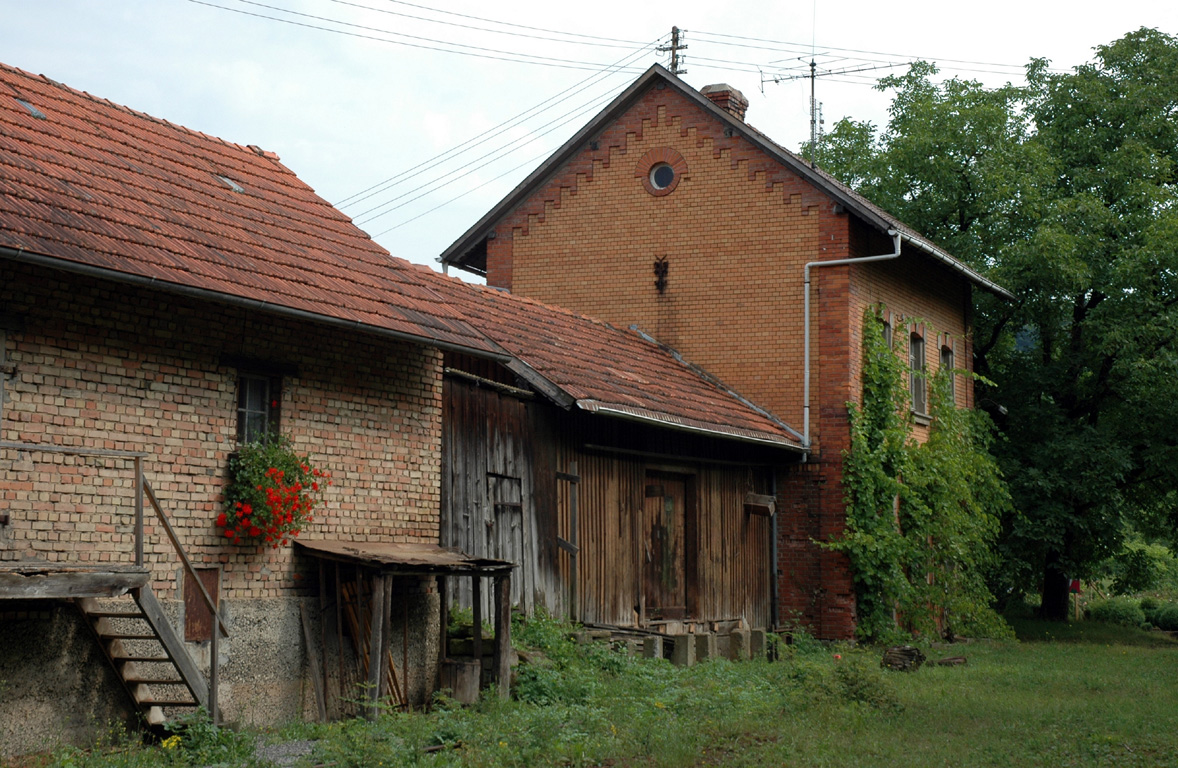
Gleisseite des Empfangsgebäudes im Bahnhof Widdern (Juli 2008)

Widdern ist eine Weinbaugemeinde, deren Lagen zur Großlage Kocherberg im Bereich Kocher-Jagst-Tauber des Weinbaugebietes Württemberg gehören. Der Ort hatte im Mittelalter sehr umfangreiche Weinbauflächen und zählte zu den bedeutendsten Weinorten Württembergs. Die Rebfläche ist heute bis auf wenige Reste geschrumpft.

### Verkehr

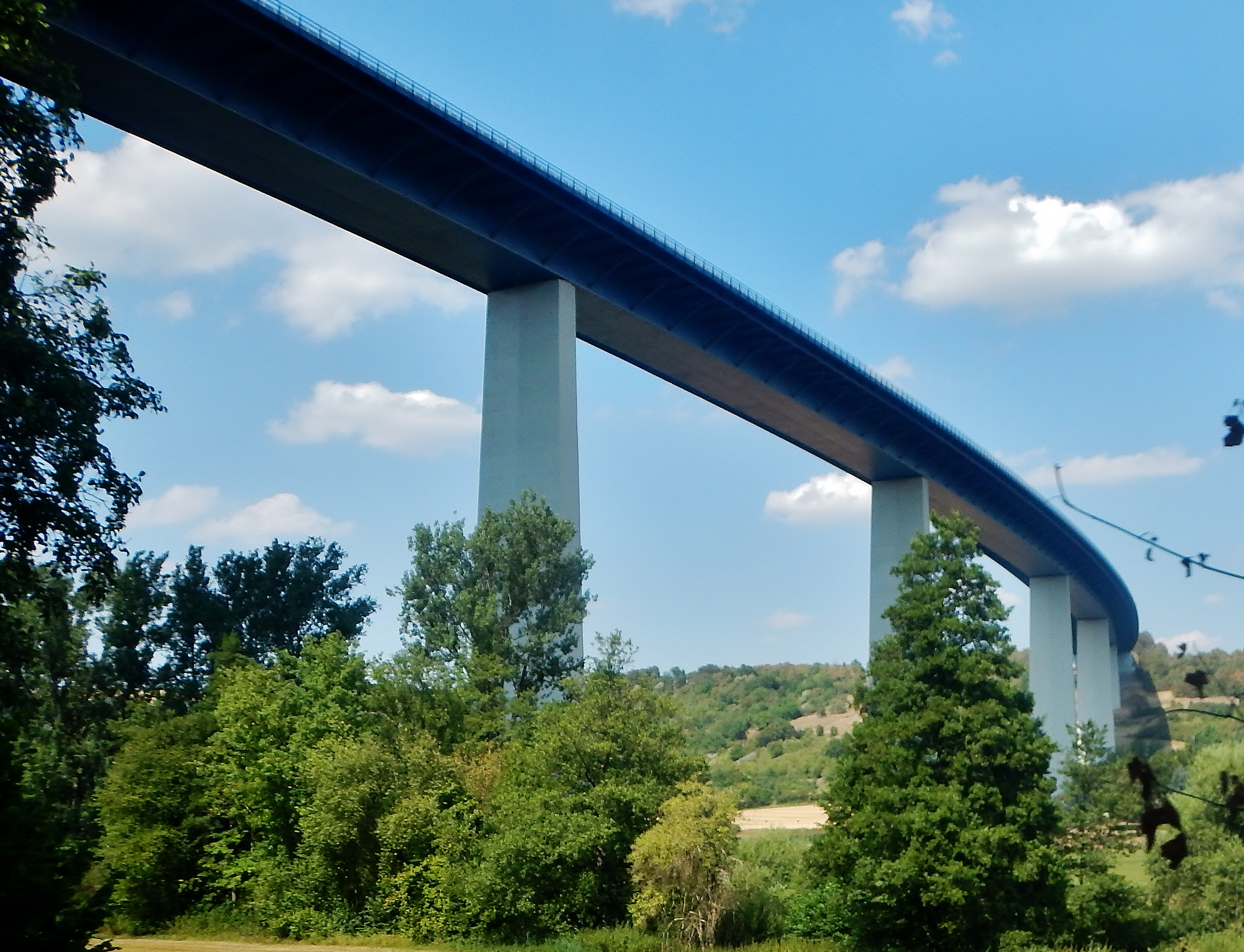
Jagsttalbrücke

Die Bundesautobahn 81 führt mit der Jagsttalbrücke direkt durch Widderner Gebiet. Die 1974 eröffnete Brücke der A 81 hat bei einer Höhe von 80 m eine Länge von 889 m. Die nächste Autobahn-Anschlussstelle befindet sich in Möckmühl.
Früher war Widdern durch die Jagsttalbahn (Möckmühl–Dörzbach) an das Schienennetz angebunden. Planungen, die Strecke wieder in Betrieb zu nehmen, sind ins Stocken geraten.

### Medien
Über das Geschehen in Widdern berichtet die Tageszeitung Heilbronner Stimme in ihrer Ausgabe N, Landkreis Nord.

### Bildung
Die Grundschule in Widdern hat etwa 140 Schüler. Außerdem gibt es noch die Feinau-Schule (Förderschule).
Die Volkshochschule Unterland unterhält in Widdern eine Außenstelle.

### Tourismus
Wanderer kommen in Widdern auf dem etwa 100 km langen Jagst-Kulturwanderweg von Bad Friedrichshall-Jagstfeld nach Langenburg vorbei, wie auch auf dem Limeswanderweg von Miltenberg am Main nach Wilburgstetten an der Wörnitz, der über 245 km dem Obergermanisch-Raetischen Limes folgt. Am Limeswanderweg liegt auf Widderner Gemarkung das „Wachthaus Am Limes“, eine Nachbildung einer römischen Grenzerhütte am Limes. Ein Seitenarm des Jakobsweges läuft ebenfalls durch Widdern.
Auch bei Fahrradtouristen im Jagsttal ist Widdern beliebt, denn hier beginnt der über 100 km lange Grünkern-Radweg nach Walldürn-Gottersdorf. Den Ort berühren zudem der Kocher-Jagst-Radweg, ein 340 km langer Rundweg vor allem entlang der Nachbarflüsse Kocher und Jagst von Aalen nach Bad Friedrichshall und zurück, sowie der 818 km lange Deutsche Limes-Radweg von Bad Hönning bis Regensburg.
Autotouristen erreichen auf den Routen mehrerer Ferienstraßen Widdern, so auf der 600 km langen Schwäbischen Dichterstraße von Bad Mergentheim nach Meersburg und auf der Deutschen Ferienroute Alpen-Ostsee, die über ihre 1738 km Strecke Fehmarn mit Berchtesgaden verbindet.
Widdern ist Ausgangs- oder Endpunkt von Kanutouren.

## Persönlichkeiten
- Eduard von Hammer, (1793–1850), württembergischer Oberamtsrichter und Landtagsabgeordneter
- Eduard Haug[34] (1856–1932), Literaturhistoriker
- Heinrich Dipper (1868–1945), evangelischer Stadtpfarrer in Stuttgart und Direktor der Basler Mission[35][36]
- Edmund Dipper (1871–1933), Allgemeinmediziner, Gynäkologe und Hochschullehrer in Peking[37]
- Ludwig Jehle (1899–1960), Lehrer und Heimatforscher, verfasste u. a. das Heimatlied Widderns
- Martin Zeilmann (1903–1983), Webmeister, Chorleiter und Ehrenvorsitzender des Schachclubs, schuf die Gobelins in der Stadthalle
- Christian Würz (1910–1980), verdienstvoller Bürgermeister der Stadt von 1948 bis 1959, der Christian-Würz-Weg wurde nach ihm benannt
- Kurt Ehrenfried (1913–1999), Bundesverdienstkreuzträger, langjähriger Lehrer und Stadtarchivar in Widdern
- Helmut Kaiser (1913–2007), Unternehmer, Künstler und Kulturmäzen, der Kaisersaal im ehem. Würzburger Amtshaus wurde nach ihm benannt
- Rolf Dieffenbach (1951–2019), dreifacher deutscher Meister im Moto-Cross-Sport

## Jugend
Der Jugendkeller Widdern ist der örtliche Jugendtreff. Er ist seit 1983 ein beliebter Treffpunkt für die Jugendlichen aus Widdern und Umgebung. Die Jugendlichen des Jugendkellers engagieren sich immer wieder in öffentlichen Projekten wie zum Beispiel bei der Restaurierung des Wasserspielplatzes oder dem Aufbau einer Grillhütte im Wald.